# Chthonius genuensis
Chthonius genuensis är en spindeldjursart som beskrevs av Giulio Gardini 1990. Chthonius genuensis ingår i släktet Chthonius och familjen käkklokrypare. Inga underarter finns listade i Catalogue of Life.